# Katrineholms gamla vattentorn

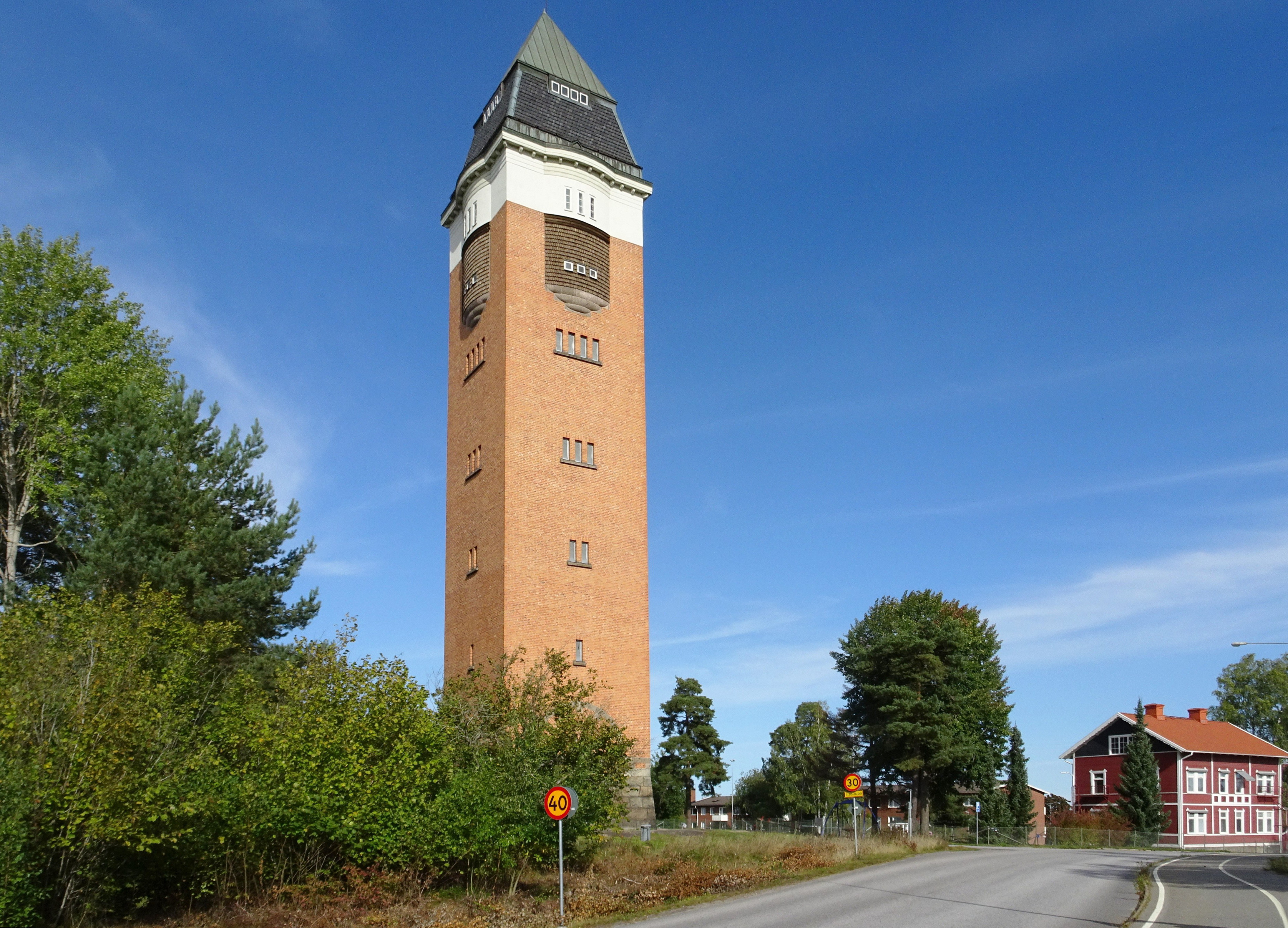
Gamla vattentornet med Västra skolan i bakgrunden, 2020.

Gamla vattentornet är en kulturhistoriskt värdefull byggnad belägen vid Storgatan 1 i nordvästra Katrineholm, Katrineholms kommun. Tornet byggdes 1906–1907 efter ritningar av arkitekt Ivar Tengbom och har blivit ett välkänt landmärke för staden. Byggnaden ingår tillsammans med Kullbergska huset och Gamla posthuset i Katrineholms Riksintresse för kulturmiljövården.

## Historik

### Bakgrund
Efter långa debatter beslöt de styrande i det då unga Katrineholms municipalsamhälle 1906 att låta bygga ett vattentorn som skulle försörja den snabbt växande ortens medborgare med dricksvatten. För placeringen valdes en höjd vid Storgatans västra ände, norr om järnvägen. Man tog hänsyn till praktiska och estetiska synpunkter. Den tekniska konstruktionen utfördes av vattenbyggnadsingenjören Helge Gustaf Torulf, ägare till konsultföretaget Allmänna ingenjörsbyrån, som vände sig till sin bror, arkitekt Ernst Torulf, att gestalta byggnaden. Denne hade nyligen etablerat ett samarbete med Ivar Tengbom som sedermera ritade tornets exteriör. Ritningarna är stämplade Tengbom och Torulf arkitektbyrå, daterad i Stockholm februari 1907.

### Tornet

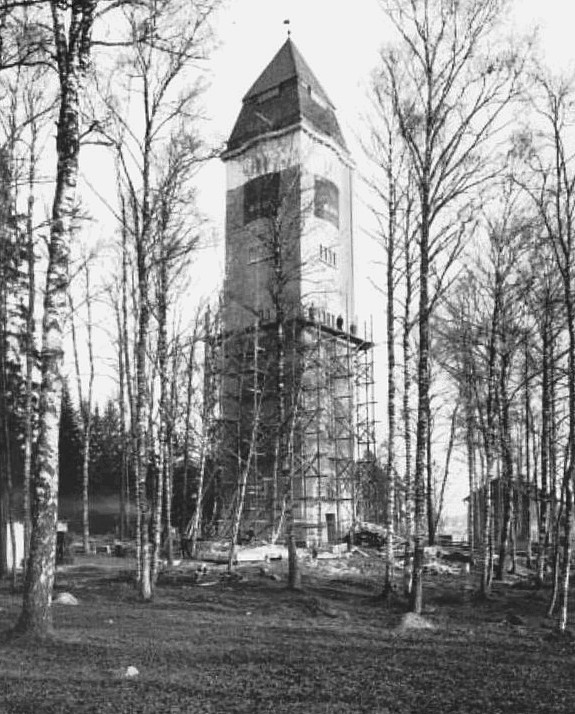
Tornet under uppförande 1907.

Arbetena med ett vattenledningsnät och ett vattentorn för Katrineholm påbörjades 1905 på initiativ av direktören Adolf Weckman (1840–1919). Helge Gustaf Torulf kunde visa att en användbar vattentäkt fanns i Kerstinboda, cirka 1,5 kilometer väster om det planerade tornet. Den gav 22 liter vatten per sekund vilket vid den tiden var tillräckligt för hela samhället. Torulf ritade sedan en komplett anläggning med ledningsnät, pumpstationer och även ett förslag till ett enkelt vattentorn i betong. Staden ville dock inte ha ett enkelt betongtorn utan något mera monumentalt med arkitektoniskt genomarbetade fasader. När arkitekterna Torulf och Tengbom kom in i bilden fick tornet ett helt annat utseende. Deras förslag med influenser från Kampanilen i Venedig och tornet på Köpenhamns rådhus väckte debatt i pressen och ansågs likna en ”misslyckad klockstapel” och vara ”innehållslöst och smaklöst skryt”. Skapelsen kom dock till utförande och invigdes i november 1907. Byggmästare var C.V. Andersson som även uppförde Kullbergska huset (1904) och Katrineholms posthus (1906).

## Nutida bilder

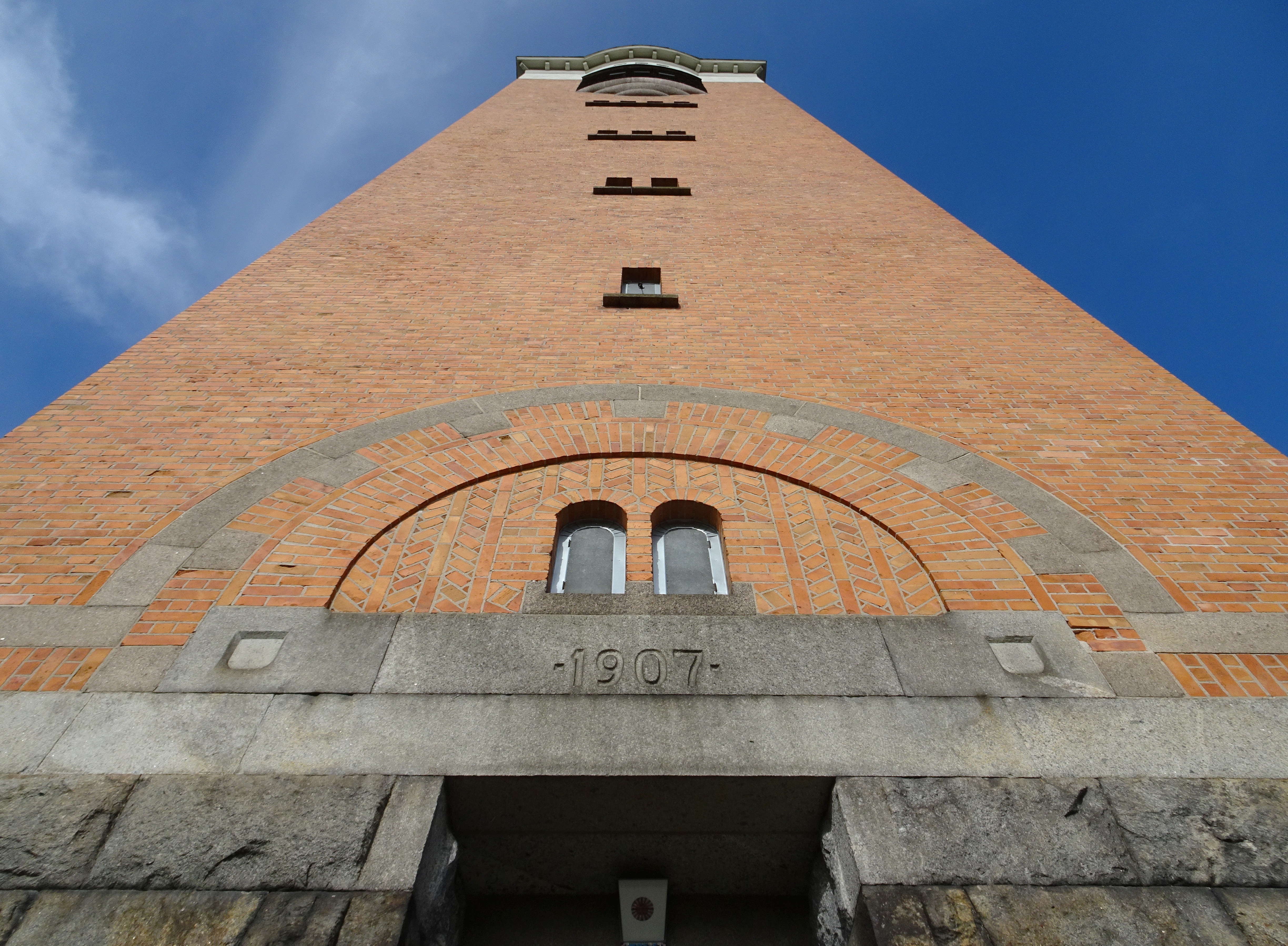
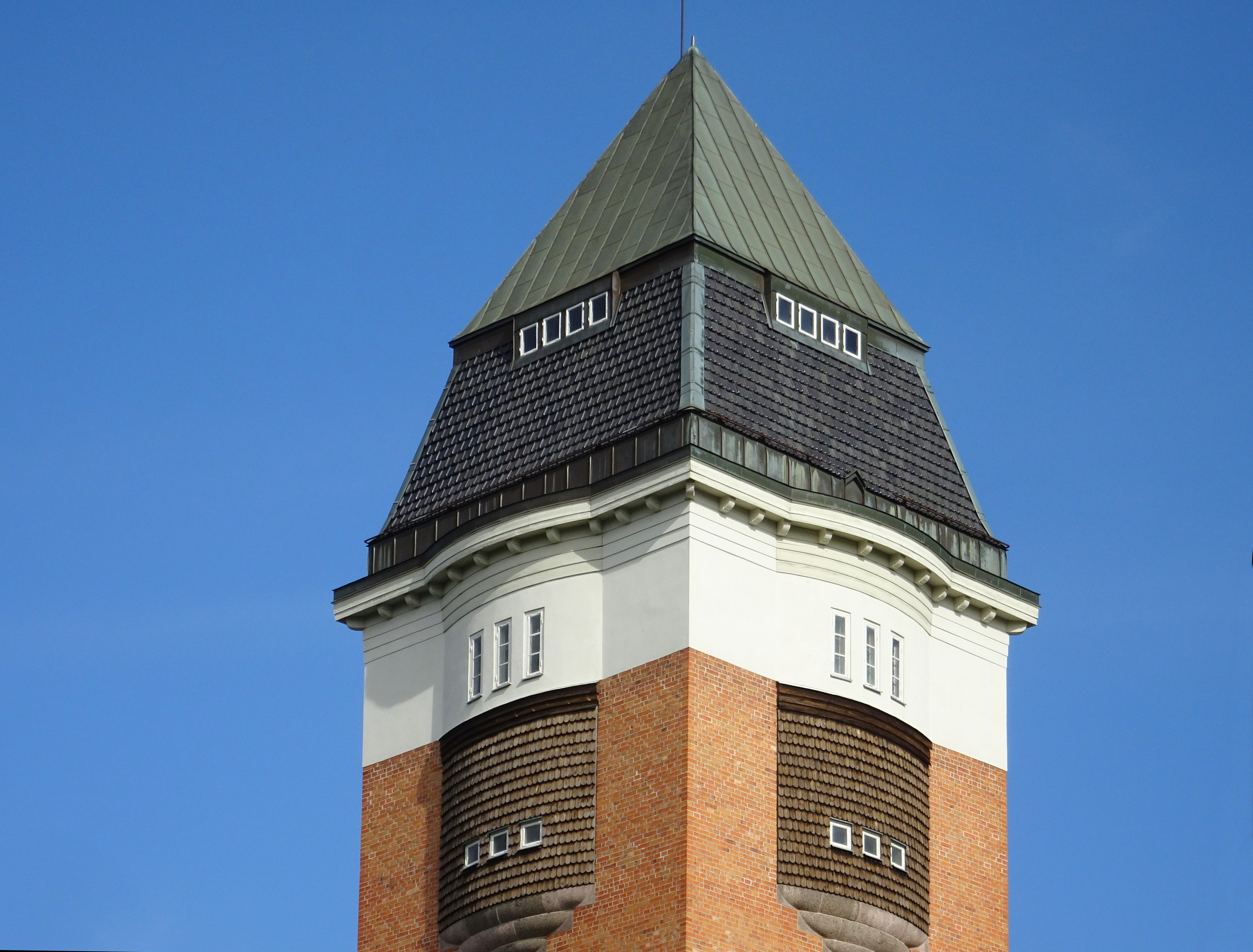
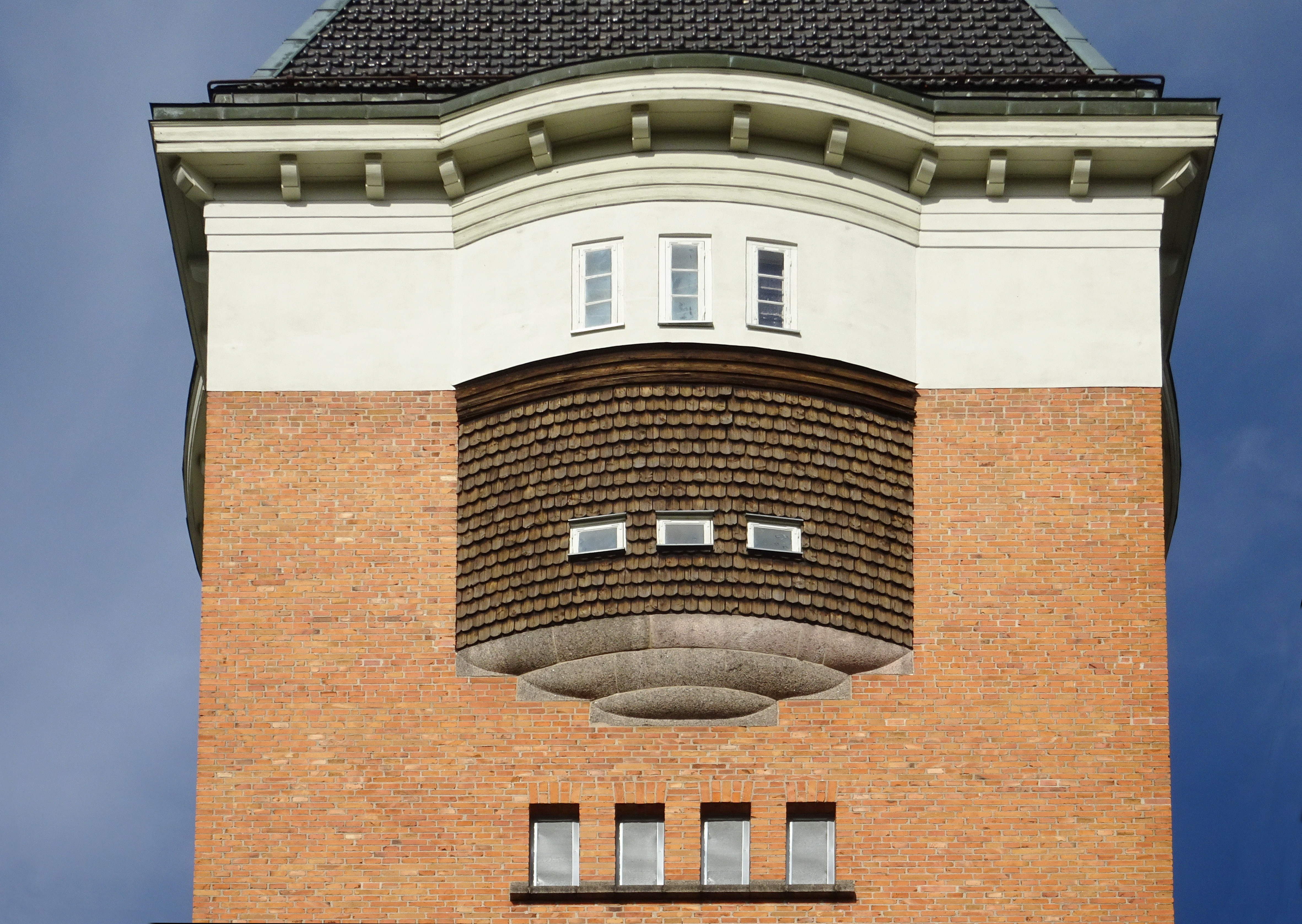
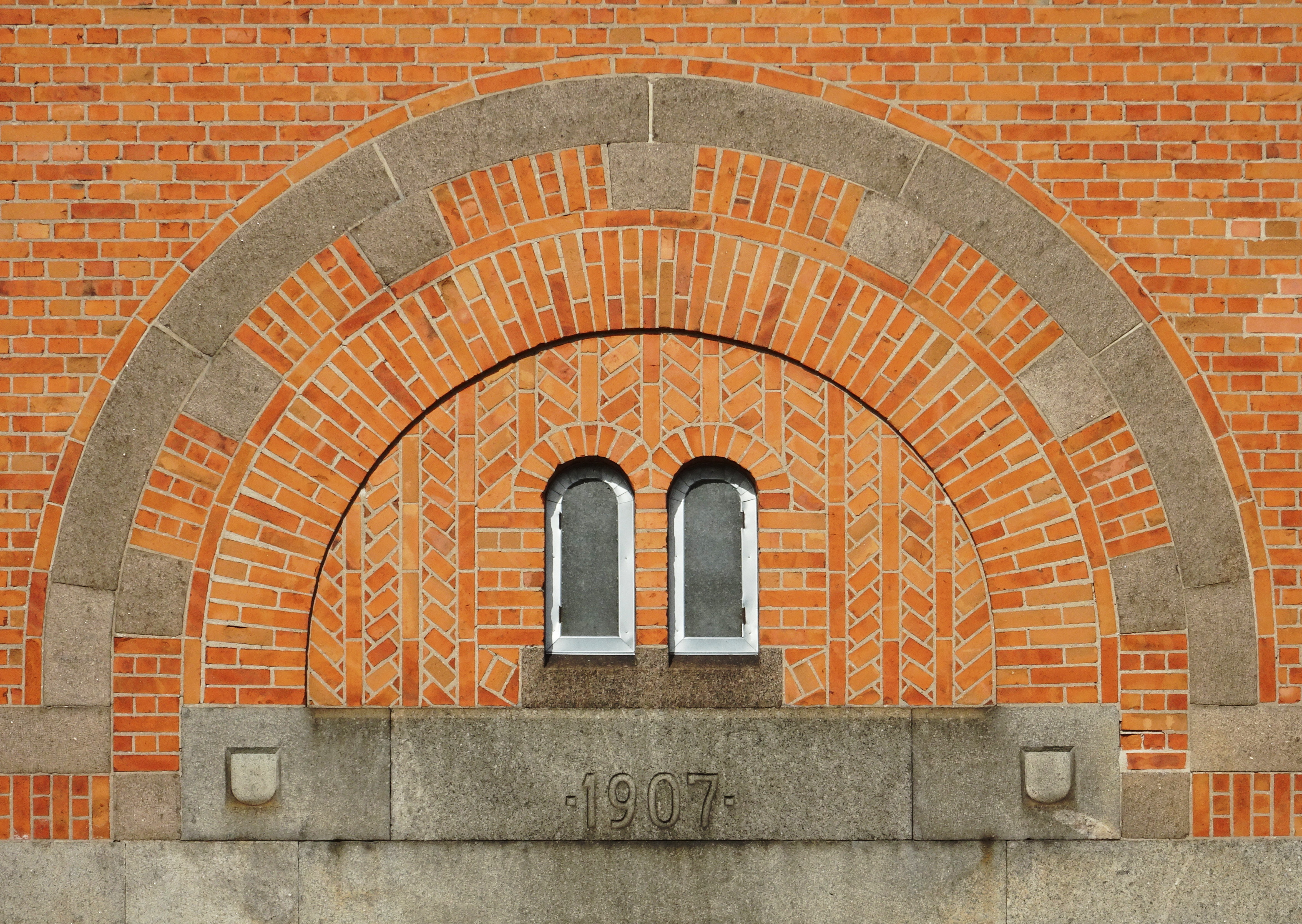

### Utförandet
Tornet är 49 meter högt och rymmer en cistern med 250 m³ volym. Fundamentet ställdes direkt på berg. Vattnet pumpades upp till behållaren och gick sedan med självtryck ut i ledningsnätet. Fasaderna uppfördes i rött, omsorgsfullt mönstermurat tegel och gestaltades i nationalromantikens stil. Den höga sockeln består av tuktad granit som kom från Siggetorp i Floda socken. För den hade ortens fabrikör, Gustav Robert Grönkvist, skänkt 1 000 kronor. Under beredskapstiden användes tornet även som spaningstorn av flygförsvaret. För det ändamålet hade man placerat en flygspaningsplattform högst upp på toppen.

### Tornets vidare öden
När det nya vattentornet i Laggarhult med en cistern på 6 500 m³ stod färdigt 1969 togs det gamla vattentornet ur bruk. Därefter bevarades det av Katrineholms fastighets AB som stadens kultur- och symbolbyggnad. 1995 bildades föreningen Gamla vattentornets vänner som verkade för att rädda, bevara och utveckla det gamla tornet. Bland annat beställde föreningen en utredning för framtida användning hos Fredriksson Arkitektkontor som föreslog restaurang och konferensrum i tornet och nya trappor och en hiss utanpå tornet. När föreningen avvecklades 2014 överlämnades cirka en halv miljon kronor till Katrineholms kommun som skall användas för tornet.